# Wasilij Barbaszyn
Książę Wasilij Iwanowicz Barbaszyn (ur. ?, zm. po 1571 w Tarusie) – rosyjski arystokrata i dowódca wojskowy. Uczestnik wojen inflanckich.

## Genealogia
Wasilij był synem moskiewskiego bojara Iwana Barbaszyna (zm. 1541). Miał czterech braci: Iwana, Piotra, Andrzeja i Nikitę. Był ostatnim męskim przedstawicielem rodu Barbaszynów – bocznej linii książąt suzdalsko-niżnonowogrodzkich. Córka Wasilija, Marta (lub Maria) wyszła za mąż za Włodzimierza Dołgorukowa, a ich córka Maria została żoną cara Michała I.
Pierwszy raz Barbaszyn pojawia się w czasie wyprawy księcia J.(urija?) Szemiakina-Prońskiego na Astrachań w 1554. Miał zanieść wiadomość do Moskwy o zdobyciu miasta. W dwa lata później brał udział w ponownym szturmie i zajęciu Astrachania. Następnie w 1558 został skierowany do Inflant jako drugi dowódca pułku. Jego zwierzchnikiem był kuzyn Iwana IV, książę Iwan Mścisław. W 1560, podczas jednej z kampanii wojen inflanckich otrzymał rozkaz zdobycia twierdzy inflanckiej gałęzi zakonu krzyżackiego w Felinie (ob. Viljandi). Jego 12 tys. korpus został zaatakowany przez rycerzy zakonnych w bitwie pod Ērģeme. Dysponując wielokrotną przewagą rozbił wojska zakonne a ich dowódcę, wielkiego marszałka Philippa Schall von Bell wziął do niewoli wraz z wieloma możnymi, a następnie odesłał do Moskwy. Według innej wersji Barbaszyn skazał marszałka, jego brata oraz trzech innych dostojników na śmierć za co Iwan IV pozbawił go dowództwa.
W 1563 Wasilij Barbaszyn otrzymał dowództwo garnizonu w Prońsku pod Riazaniem. W 1565 został przeniesiony na to samo stanowisko w Astrachaniu. Niedługo później został oprycznikiem. W 157 w utarczce z Tatarami stracił rękę pod Kaszyrą. W 1570 został wysłany wraz z posiłkami do gubernatora Chatunia. Rok później Barbaszyn był jeszcze dowódcą pułku w Tarusie, gdzie prawdopodobnie zmarł.